# Чемпионат мира по волейболу среди мужских клубных команд 2011
7-й чемпионат мира по волейболу среди мужских клубных команд прошёл с 8 по 14 октября 2011 года в Дохе (Катар) с участием 8 команд. Чемпионский титул в третий раз подряд выиграл «Трентино» (Тренто, Италия).

## Команды-участницы
«Аль-Араби» (Доха, Катар) — команда страны-организатора;
«Трентино» (Тренто, Италия) — победитель Лиги чемпионов ЕКВ 2011;
«Пайкан» (Тегеран, Иран) — победитель чемпионата Азии среди клубных команд 2011;
СЕСИ (Сан-Паулу, Бразилия) — победитель чемпионата Южной Америки среди клубных команд 2011;
«Аль-Ахли» (Каир, Египет) — победитель Кубка африканских чемпионов 2011;
«Тринити Вестерн Спартанс» (Ванкувер, Канада) — представитель NORCECA;
«Зенит» (Казань, Россия) — по приглашению организаторов (2-й призёр Лиги чемпионов ЕКВ 2011);
«Ястшембски Венгель» (Ястшембе-Здруй, Польша) — по приглашению организаторов.

## Система проведения чемпионата
8 команд-участниц на предварительном этапе были разбиты на две группы. 4 команды (по две лучшие из групп) вышли в плей-офф и по системе с выбыванием определили призёров чемпионата. За победу со счётом 3:0 и 3:1 команды пролучают по 3 очка, за победу 3:2 — 2, за поражения 2:3 — 1 очко. За поражения со счётом 0:3 и 1:3 очки не начисляются.

## Предварительный этап
В скобках в колонках В (выигрыши) — число побед со счётом 3:2, в колонках П (поражения) — поражений 2:3.

### Группа A
| М | Команда                    | 1   | 2   | 3   | 4   | И | В     | П     | С/П | О |
| - | -------------------------- | --- | --- | --- | --- | - | ----- | ----- | --- | - |
| 1 | «Ястшембски Венгель»       |     | 3:2 | 3:0 | 3:0 | 3 | 3 (1) | 0     | 9:2 | 8 |
| 2 | «Зенит»                    | 2:3 |     | 3:0 | 3:0 | 3 | 2     | 1 (1) | 8:3 | 7 |
| 3 | «Тринити Вестерн Спартанс» | 0:3 | 0:3 |     | 3:2 | 3 | 1 (1) | 2     | 3:8 | 2 |
| 4 | «Пайкан»                   | 0:3 | 0:3 | 2:3 |     | 3 | 0     | 3 (1) | 2:9 | 1 |

8 октября: «Зенит» — «Тринити Вестерн Спартанс» 3:0 (25:11, 25:15, 25:16); «Ястшембски Венгель» — «Пайкан» 3:0 (25:18, 25:14, 25:14).
9 октября: «Зенит» — «Пайкан» 3:0 (26:24, 25:18, 25:23).
10 октября: «Тринити Вестерн Спартанс» — «Пайкан» 3:2 (25:23, 18:25, 17:25, 25:18, 15:6); «Ястшембски Венгель» — «Зенит» 3:2 (25:22, 25:17, 11:25, 21:25, 19:17).
11 октября: «Ястшембски Венгель» — «Тринити Вестерн Спартанс» 3:0 (25:17, 25:20, 25:18).

### Группа В
| М | Команда     | 1   | 2   | 3   | 4   | И | В     | П     | С/П | О |
| - | ----------- | --- | --- | --- | --- | - | ----- | ----- | --- | - |
| 1 | «Трентино»  |     | 3:1 | 3:0 | 3:0 | 3 | 3     | 0     | 9:1 | 9 |
| 2 | СЕСИ        | 1:3 |     | 3:0 | 3:1 | 3 | 2     | 1     | 7:4 | 6 |
| 3 | «Аль-Араби» | 0:3 | 0:3 |     | 3:2 | 3 | 1 (1) | 2     | 3:8 | 2 |
| 4 | «Аль-Ахли»  | 0:3 | 1:3 | 2:3 |     | 3 | 0     | 3 (1) | 3:9 | 1 |

8 октября: «Аль-Араби» — «Аль-Ахли» 3:2 (25:23, 29:31, 26:24, 21:25, 15:12).
9 октября: «Трентино» — «Аль-Ахли» 3:0 (25:16, 25:22, 25:22); СЕСИ — «Аль-Араби» 3:0 (25:20, 25:20, 25:22).
10 октября: СЕСИ — «Аль-Ахли» 3:1 (25:18, 27:25, 18:25, 25:14).
11 октября: «Трентино» — «Аль-Араби» 3:0 (25:22, 25:15, 25:17).
12 октября: «Трентино» — СЕСИ 3:1 (18:25, 25:23, 25:23, 25:21).

## Плей-офф

### Полуфинал
13 октября
«Ястшембски Венгель» — СЕСИ 3:2 (25:23, 18:25, 19:25, 25:13, 15:13)
«Трентино» — «Зенит» 3:1 (25:22, 25:21, 19:25, 25:14)

### Матч за 3-е место
14 октября
«Зенит» — СЕСИ 3:1 (19:25, 25:20, 25:23, 25:23)

### Финал
| 14 октября 2011 | \| «Трентино» (Тренто) \| 3:1 fivb.org \| «Ястшембски Венгель» (Ястшембе-Здруй) \| \| Матей Казийски (2) Эмануэле Бирарелли (9) Османи Хуанторена (15) Рафаэль Оливейра (1) Митар Цуритис (13) Ян Штокр (21) Андреа Бари (л) Доре Делла Лунга Стив Бринкман Цветан Соколов Лукаш Зыгадло Массимо Колачи \| Голы \| Михал Ласко (19) Рафаэль Маргаридо (1) Збигнев Бартман (11) Михал Кубяк (12) Рассел Холмс (6) Йоханнес Бонтье (1) Павел Русек (л) Бартош Гаврышевски (1) Брайан Торнтон Лусиано Бозко Ашлей Немер \| | Доха «Эспайр Лэйдис Спорт Холл» Зрителей: 3000 |
| Счёт по партиям — 29:31, 25:16, 25:11, 25:16. Время матча — 1 час 38 минут. Судьи: Деян Йованович, Ибрахим Махмуд                                                                                                 | | |
| «Трентино» (Тренто) | 3:1 fivb.org | «Ястшембски Венгель» (Ястшембе-Здруй) |
| Матей Казийски (2) Эмануэле Бирарелли (9) Османи Хуанторена (15) Рафаэль Оливейра (1) Митар Цуритис (13) Ян Штокр (21) Андреа Бари (л) Доре Делла Лунга Стив Бринкман Цветан Соколов Лукаш Зыгадло Массимо Колачи | Голы | Михал Ласко (19) Рафаэль Маргаридо (1) Збигнев Бартман (11) Михал Кубяк (12) Рассел Холмс (6) Йоханнес Бонтье (1) Павел Русек (л) Бартош Гаврышевски (1) Брайан Торнтон Лусиано Бозко Ашлей Немер |

## Итоги

### Положение команд
| «Трентино» (Тренто)                       |
| «Ястшембски Венгель» (Ястшембе-Здруй)     |
| «Зенит» (Казань)                          |
| 4. СЕСИ (Сан-Паулу)                       |
| 5—6. «Аль-Араби» (Доха)                   |
| 5—6. «Тринити Вестер Спартанс» (Ванкувер) |
| 7—8. «Аль-Ахли» (Каир)                    |
| 7—8. «Пайкан» (Тегеран)                   |

### Призёры
«Трентино» (Тренто): Матей Казийски, Эмануэле Бирарелли, Доре Делла Лунга, Османи Хуанторена, Лукаш Жигадло, Рафаэль Виейра ди Оливейра, Стив Бринкман, Цветан Соколов, Митар Цуритис, Массимо Колачи, Ян Штокр, Андреа Бари. Главный тренер — Радостин Стойчев.
  «Ястшембски Венгель» (Ястшембе-Здруй): Михал Ласко, Рафаэль Флоренсио Маргаридо Винедо, Ашлей Немер, Матеуш Малиновски, Павел Русек, Збигнев Бартман, Бартош Гаврышевски, Брайан Торнтон, Михал Кубяк, Рассел Холмс, Йоханнес Бонтье, Лусиано Бозко. Главный тренер — Лоренцо Бернарди.
  «Зенит» (Казань): Николай Апаликов, Валерио Вермильо, Евгений Сивожелез, Александр Волков, Уильям Придди, Алексей Черемисин, Юрий Бережко, Алексей Бабешин, Алексей Обмочаев, Александр Гуцалюк, Владислав Бабичев, Максим Михайлов. Главный тренер — Владимир Алекно.

### Индивидуальные призы
MVP: Османи Хуанторена («Трентино»)
Лучший нападающий: Османи Хуанторена («Трентино»)
Лучший блокирующий: Рассел Холмс («Ястшембски Венгель»)
Лучший на подаче: Матей Казийски («Трентино»)
Лучший на приёме: Сержио (СЕСИ)
Лучший связующий: Рафаэль Виейра ди Оливейра («Трентино»)
Лучший либеро: Сержио (СЕСИ)
Самый результативный: Максим Михайлов («Зенит»)